# Como ella sola
Como ella sola es una película estadounidense de 1942 dirigida por John Huston y protagonizada por Bette Davis y Olivia de Havilland que adapta la novela In this our life, de Ellen Glasgow.

## Sinopsis
Stanley Timberlake (Bette Davis), hija egoísta y mimada de una elegante pero empobrecida familia de Virginia, está acostumbrada a ver satisfechos sus deseos. Su madre Lavinia (Billie Burke), una neurótica postrada en cama, alienta a Stanley a conseguir lo que quiere mientras se queja constantemente de que Asa (Frank Craven), su marido, es un inútil. Lavinia pone como ejemplo, con orgullo, a su acaudalado hermano William Fitzroy (Charles Coburn), un hombre próspero y sin escrúpulos que tiene un afecto poco natural por su sobrina Stanley.
Poco antes de casarse con el apuesto Craig Fleming (George Brent), un brillante abogado, Stanley se fuga con su cuñado Peter Kingsmill (Dennis Morgan), un prometedor cirujano. Roy (Olivia de Havilland), su desolada hermana, se divorcia de Peter para que pueda casarse con Stanley. Apesadumbrada, Roy busca la compañía de Craig y su mutua infelicidad culmina en un profundo amor. Después de su boda de Stanley y Peter comprenden su error, pero es demasiado tarde y termina en tragedia, ya que él se suicida.
Al regresar a casa, como viuda no del todo desconsolada, su familia y Roy la perdonan, pero cuando se entera de que Roy está enamorada de Craig, al que ella rechazó por Peter, Stanley pone fin a su luto y efectúa un obvio intento de recuperarle.
Firmemente decidido a no ceder a los caprichos de Stanley, Craig no se presenta a una cita con ella. Furiosa, Stanley se marcha del bar en el que lo esperaba conduciendo a toda la velocidad que le permite su coche, atropella a una mujer y a su hija, matando a la pequeña, y se aleja sin detenerse.
Una mujer identifica su coche, pero cuando la policía la interroga, insiste en que no se movió de su casa la noche del accidente y que había entregado su coche al hijo de la cocinera, Parry (Ernest Anderson), para que lo lavara. Detienen al muchacho, pero su madre (Hattie McDaniel) jura que estaba en casa a la hora en que tuvo lugar el accidente. Roy la cree y pide a Craig que lleve el caso de Parry.
Al descubrir pruebas de la culpabilidad de Stanley, Craig se enfrenta a ella y le pide que haga una confesión. Ella se niega y  va a ver a su tío William, segura de que este la ayudará. William, que acaba de enterarse de que solo le quedan unas semanas de vida, no muestra interés por el problema de Stanley, desesperada se lo echa en cara y abandona la casa justo cuando la policía ha empezado a buscarla.
Conduce a gran velocidad y le persigue un coche patrulla. Tratando de burlar a sus perseguidores, patina en una peligrosa curva de la carretera. El coche vuelca y ella muere instantáneamente.

## Reparto
- Bette Davis ..... Stanley Timberlake
- Olivia de Havilland ..... Roy Timberlake
- George Brent ..... Craig Fleming
- Dennis Morgan ..... Peter Kingsmill
- Billie Burke ..... Lavinia
- Charles Coburn ..... William Fitzroy
- Frank Craven ..... Asa